# Lennart Forsberg
Lennart Gustaf Anders Forsberg, född 2 november 1915 i Örebro, död 2 juni 2007 i Stockholm, var en svensk  tecknare och grafiker.
Forsberg studerade vid Högre konstindustriella skolan i Stockholm och vid konstakademien i Leipzig. Han genomförde en studieresa till Tyskland och Österrike som Svenska slöjdföreningens stipendiat. Han medverkade i bland annat Nationalmuseums utställning Unga tecknare, Föreningen Original-Träsnitts jubileumsutställning och i utställningen Nutida svensk grafik samt med Svenska exlibrisföreningens utställning av nordiska exlibris på Nordiska museet. Som grafiker arbetade han med trägravyr och träsnitt och förutom landskaps- och figurbilder utförde han exlibris och minnesmärken. Som illustratör illustrerade han bland annat Karin Larssons bok Jonas dröm.
Forsberg är representerad vid Nationalmuseum, Moderna museet, Örebro läns museum, Norrköpings konstmuseum, Kalmar konstmuseum och Borås konstmuseum.
Han var son till direktören C.G. Forsberg och gift med Ann-Mari Lindbom.